# MAPATS
Le MAPATS (Man Portable Anti-Tank System) est un missile antichar guidé par laser développé par Israel Military Industries en tant que successeur possible du BGM-71 TOW américain.
Le MAPATS est capable d'opérations de jour comme de nuit, le tireur doit diriger son désignateur laser sur la cible jusqu'à ce que le missile frappe. Présenté pour la première fois en 1984, il n'a pas de fil ; il peut donc être tiré au-dessus de l'eau sur des cibles navales ou depuis la mer vers la terre, contrairement aux autres missiles antichars filoguidés. Le lanceur a une capacité d'élévation jusqu'à + 30 °. Extérieurement, le MAPATS est très similaire en apparence au TOW 2.

## Versions
La nouvelle version du MAPATS, développée au début des années 1990, dispose d'un nouveau moteur et d'un meilleur guidage laser. Certaines nouvelles ogives ont été développées par Rafael Advanced Defence Systems, comprenant l'ogive tandem HEAT et l'ogive HE Bunker Buster.

## Opérateurs

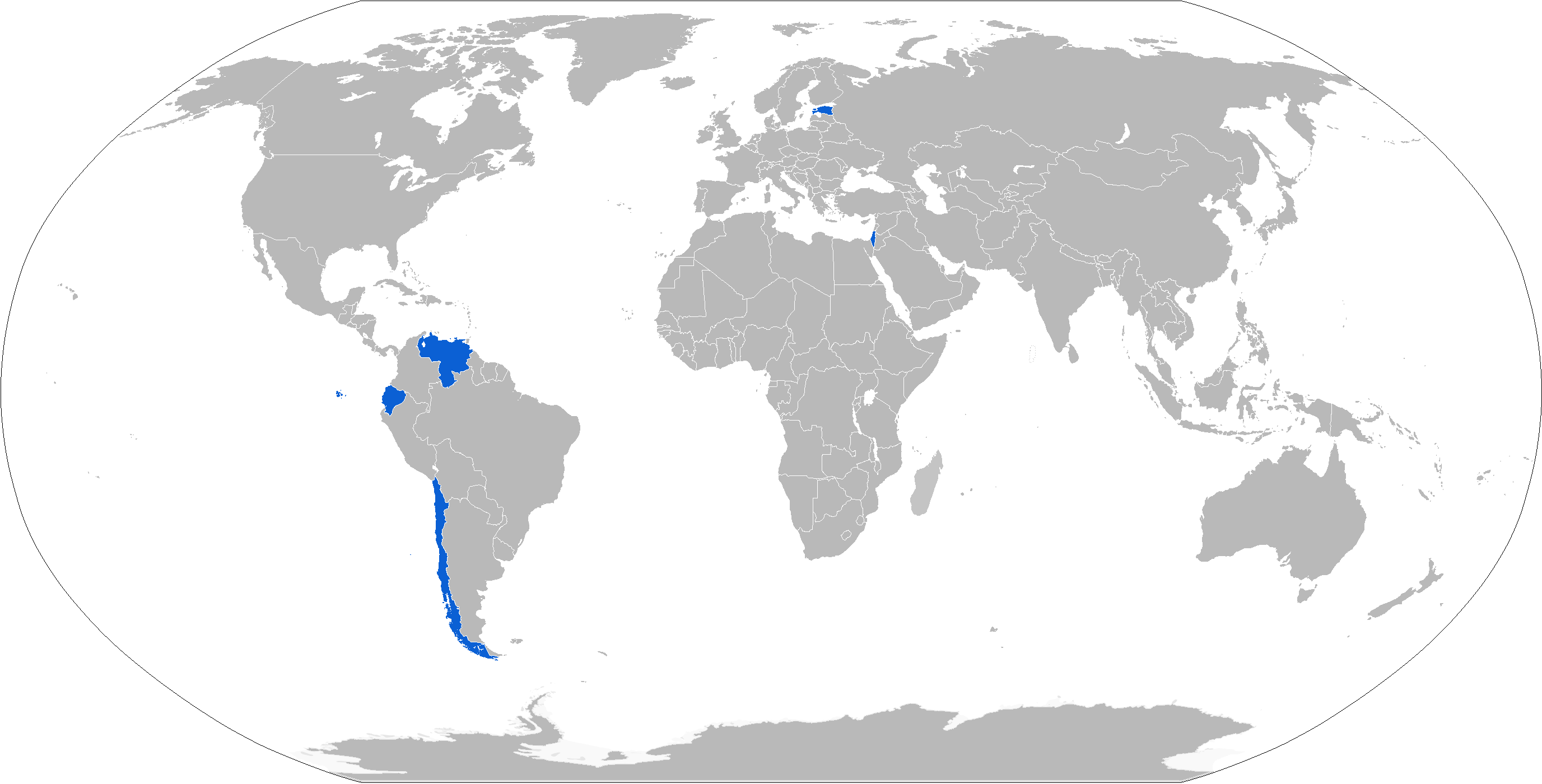
Carte avec les utilisateurs du MAPATS en bleu

- Chili[1]
- Équateur[1]
- Estonie[1]
- Israël[1]
- Venezuela[1]

## Caractéristiques
- Portée effective : 5 000 mètres[1]
- Longueur : 145 cm[2]
- Calibre : 156 mm[2]
- Poids
  - Missile : 18 kg
  - Missile dans le lanceur : 29.5 kg[1]
  - Lanceur : 66 kg[1]
- Propulsion : Moteur à fusée solide à 2 étages
- Pénétration : 800 mm (original) ; 1 200 mm (charge tandem)[3]
- Guidage :  laser[1]
- Tête : HEAT[2], HE[2]